# Hypsometer
Hypsometer (af græsk: ὕψος, hypsos = højde) er et måleinstrument for at kalkulere højder. I hovedsagen er der tale om to vidt forskellige indretninger med uens anvendelse; enten et almindelig vinkelhypsometer eller et termobarometer. 

## Triangulationshypsometer
Et almindeligt hypsometer (spejlhypsometer, laserhypsometer) er et apparat konstrueret for at måle højden på hus, træer, etc. ved hjælp af triangulation. Man stiller sig i bestemt afstand fra genstanden, som skal måles og pejler ved hjælp af apparatet fra grunden til toppen således, at man finder vinkelen (se illustration). Apparatet består af et pejlerør, en fast horisontalskala, og en justerbar eller indstillelig vertikal skala med lodlinje. Derefter beregnes siderne som i en geometrisk trekant.
Som vist som første trin i illustrationen går den ene sigtelinje til toppen af objektet, som man vil beregne hoyøjden på, mens linjen h' går horisontalt mod objektet. Fra iagttagerens synsrand skal punktet h stå vinkelret på genstanden. Dermed kan man kalkulere højden fra h til toppen. Tilsvarende i næste trin på illustrationen, hvor man sigter grunnen, hvor objektet er placeret mod punktet d'.  Beregningen af denne trekant vil angive værdien af målet fra øjelinjen og ned. Endelig skal afstanden x fra iagttageren til objektet å måles. X er afstanden mellem måleinstrumentet og genstanden, som skal måles.
Se på geometri involveret i trin 1 giver en skitse: to retvinklet trekanter, vist her med identiske små vinkler i gult. Næste i skitse b ser man, at de to trekanter er identiske vinkler – hver har en lige vinkel, den samme vinkel vist i gult, og det samme større vinkel vist i orange. Derfor i skitse c ser man, at brug af princippet om lige trekanter, givet at hver trekant har lige vinkler, vil siderne være i forhold: x afstanden til objektet i forhold til x ', højden sat på vertikale omfang af hypsometer, og h højden på objektet over observatørens øje-line i forhold til h ', det at læse fra den horisontale skala af hypsometeret. 
Givet, at Tan (lille gul vinkel) = Modsatte side / Lige sider, derfor: Tan (lille gul vinkel) = h / x = h' / x'. Det vil sige h = h'x / x'.
Den første geometriske skitse a giver to retvinklede trekanter. De er vist ved identiske små vinkler i gult. I næste skitse b ser man, at de to trekanter har samme vinkler – hver har en lige vinkel, den samme lille vinkel vist i gult, og den samme større vinkel vist i orange.  Dermed ser vi i skitse c brugen af princippet om lige trekanter. Givet, at hver trekant har lige vinkler, vil siderne blive proportionale: x er afstanden til objektet i forhold til x', højden er afsat på den vertikale skala på hypsometeret, og h højden på objektet over målerens øje-linje i forhold til h'. Man læser da fra den horisontale skala på hypsometeret.
Givet, at Tan (lille gul vinkel) = Modsatte side / Adjacent Side, therefore Tan (lille gul vinkel) = d / x = d' / x'. Det vil sige d = d'x / x'. Samlet højde på objektet er x (d' + H') / x'
Ligeledes resulterer geometrien i trin 2 i skitse d: to retvinklede trekanter. I skitse e ses igen, at de to triangler nok en gang har identiske vinkler – hver har en lige vinkel, den samme, lille vinkel vist i gult, og den samme større vinkel vist i orange. Derfor ses af skitse f, at brug af princippet om tilsvarende triangler, givet at hvert triangel har tilsvarende vinkler, vil siderne være proportionelle: x er afstanden til objektet i forholdt til x', højden sat på den vertikale skala på hypsometeret, og d skyldes objektet under iagttagerens øjelinje i forhold til d', læst på den horisontale skala i hypsometeret.
Norsk Folkemuseum har et såkaldt spejlhypsometer efter forstmester Peter Christen Asbjørnsen.

## Termobarometer
Termobarometeret er konstrueret for at måle stedets højde over havet. Et sådant trykhypsometer er vist på skitsen til højre. Det udnytter princippet om at kogepunktet for vand bliver lavere under mindre barometertryk, og at det barometriske tryk bliver lavere desto højere op en kommer.
Instrumentet består af en cylindrisk markør, hvor væsken, normalt vand, bliver kogt, korresponderende med en lufttrykstabel. I den ydre skillevæg cirkulerer gassen, mens det i denne del også er placeret et termometer. For at udlede højden på stedet efter kogepunktet er det nødvendigt at kende forholdet mellem højde og tryk i atmosfæren, men også mellem tryk og højde i atmosfæren.
Moderne hypsometere bruger kombinationen af en laserafstandsmåler og et klinometer for at måle afstanden mellem grund og top, og vinkelens vinkel mellem linjerne fra iagttageren til hver enkelt at beregne højden.